# 白占玉
白占玉，中华人民共和国政治人物、全国脱贫攻坚先进个人。

## 生平
白占玉任吴忠市红寺堡区红寺堡镇党委副书记、镇长。因在脱贫攻坚战中作出突出贡献，2021年2月25日全国脱贫攻坚总结表彰大会上，白占玉被授予“全国脱贫攻坚先进个人”。